# Fotevikens Museum

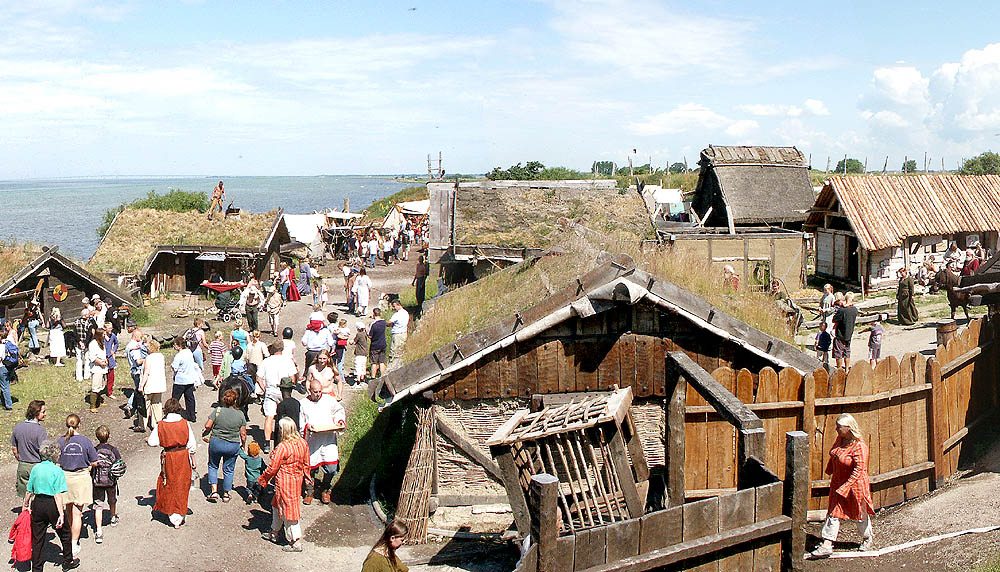
Fotevikens Museum

Fotevikens Museum is een archeologisch openluchtmuseum op het schiereiland Höllviken in het zuiden van Skåne in Zweden. Het museum omvat een gereconstrueerd dorp van de Vikingen. Het vikingmuseum werd in 1995 geopend en beslaat een oppervlakte van 70 000 vierkante meter. Het museum ontstond naar aanleiding van archeologisch onderzoek naar gezonken vikingschepen in de baai van Foteviken.